# 栗本正
栗本 正（くりもと ただし、1920年（大正9年）9月19日 - 1986年（昭和61年）10月28日）は、日本の声楽家（バス、バリトン）、オペラ歌手、音楽教育者、合唱指揮者。元名古屋芸術大学学長。妻も声楽家（メゾソプラノ）の栗本尊子。

## 経歴
台湾出身。父は三輪神社(石川県)等の社掌であったが、台湾基隆神社社掌補任により移住したため、現地にて出生。父の任期満了により帰国、神奈川県立川崎中学校（旧制）卒業。1937年（昭和12年）東京音楽学校入学。同期に中山悌一がいる。1941年（昭和16年）東京音楽学校声楽科卒業。1943年（昭和18年）東京音楽学校研究科修了。宮廷歌手ヘルマン・ヴーハープフェニッヒに師事。1941年（昭和16年）新交響楽団第231回定期演奏会ヨーゼフ・ローゼンシュトック指揮モーツァルト『フィガロの結婚』でデビュー。1943年（昭和18年）NHK東京放送合唱団に入団。以後同合唱団の中心的存在として活躍。
戦後は長門美保歌劇団、藤原歌劇団の公演に参加する傍ら、1952年（昭和27年）妻の栗本尊子とともに二期会創立に参画。以後、二期会の中心的オペラ歌手として活躍した。イタリアオペラ、ドイツオペラ、いずれにおいてもバス・バリトンの主要な役を多く務め、その種類も役柄も多彩であり、現在記録されているだけでも71回の公演歴をみることができる。中でもヨハン・シュトラウス2世『こうもり』ロンバーグ『学生王子』レハール『メリー・ウィドウ』といったオペレッタ路線を最も人気のあるシリーズにした功績は高く評価されている。『こうもり』のフロッシュなどは最大の当たり役で、栗本無しでは語れない役柄である。
オペラ出演と並行して合唱の指導にも力を注いだ。東京放送合唱団の指揮を務めたほか、二期会合唱団の育成に努力を傾け、團伊玖磨オペラ『聴耳頭巾』の合唱指揮、二期会合唱団定期演奏会の指揮者を務めた。また、各種合唱コンクールの審査員も多く務めている。
アマチュア団体にも深い理解を示し、東京教育大学とお茶の水女子大学合同の東京コンコルディア合唱団（東京教育大学が茨城へ移転し筑波大学になった後もOB・OGにより活動を継続している）、郡山市民合唱団等、いくつかの合唱団の指揮者を務めた。1970年（昭和45年）からは自身の名を冠したT&Kシンガーズでジャズ・ポピュラー音楽を演奏したりもしている。特に日本大学合唱団とは1952年（昭和27年）から1984年（昭和59年）に至るまで30余年常任指揮者を務め、コンクール上位入賞や、清水脩の合唱組曲『山に祈る』の作曲者自身による編曲初演、黛敏郎『涅槃交響曲』のNHK交響楽団初演等、特筆すべき成果を上げている。
死去前には名古屋芸術大学の教授、学部長、学長を務め、後進の育成にも力を尽くした。
東京放送合唱団代表、二期会常任理事、株式会社二期会会館代表取締役を歴任した。
1986年（昭和61年）10月28日死去。66歳没。
栗本没後の1988年（昭和63年）6月17日、二期会、栗の木会、日本大学合唱団、日本大学合唱団OB会の共催により、都市センターホールにおいて「栗本 正先生 追悼演奏会」が開催された。

## エピソード
栗本は東京音楽学校を卒業した1941年（昭和16年）から1943年（昭和18年）9月まで麻布中学（旧制）で音楽教師をしている。教え子には、小沢昭一、加藤武、内藤法美、仲谷昇、なだいなだ、フランキー堺、針木康雄、神津善行らがおり、戦時中の栗本の姿が、なだや加藤のエッセイで触れられている。追悼演奏会のパンフレットには神津からの寄稿もある。

## 主なディスコグラフィー
- 御存知か  伊吹とおる[作詞]、渡久地政信 [作曲]、渡久地政信[編曲]、栗本正、岩瀬寛、ビクター児童合唱団、ビクター・オーケストラ（ビクター、商品番号:V-41895、1958-11）[4]
- 清水脩『山に祈る』二期会合唱団、栗本正他 2006/3/31 日本伝統文化振興財団
- 二期会50周年記念CD オムニバス 2002/4/10 ビクターエンタテインメント